# Peter Watson (Kunstsammler)
Peter Watson (* 14. September 1908; † 3. Mai 1956 in London, England) war ein englischer Kunstsammler und Mäzen.

## Leben
Peter Watson wurde als drittes Kind von Sir William George Watson, 1. Baronet (1861–1930) geboren. Sein Vater hatte ein erhebliches Vermögen als Margarineproduzent gemacht, den großen Landsitz Sulhamstead House in Sulhamstead Abbots in Berkshire erworben und wurde 1912 zum Baronet geadelt. Peters älterer Bruder Norman James Watson (1897–1983) erbte 1930 diesen Titel.
Peter Watson besuchte das renommierte Eton College und studierte – ohne Erfolg oder Abschluss – zwei Jahre lang am St. John’s College der Universität Oxford. Dort lernte er W.H. Auden, Christopher Isherwood und Stephen Spender kennen.
Ab 1930 konnte er über die Einkünfte aus seinem umfangreichen Vermögen verfügen und führte ein Leben als Playboy. Er war kunstsinnig und interessiert und erwarb zahlreiche Werke zeitgenössischer Maler und Bildhauer, darunter solche von Pablo Picasso, Joan Miró, Paul Klee und Salvador Dalí. Zudem förderte er junge Künstler finanziell, etwa Lucian Freud, Francis Bacon und John Craxton.
Watson stand von Anfang an zu seiner Homosexualität: Mit dem Kostüm- und Bühnenbildner Oliver Messel bereiste er Europa. In Wien lernte er den Fotografen Cecil Beaton kennen, der ihm leidenschaftlich verfiel, Peter Watson empfand zwar Freundschaft für ihn, reiste mit ihm um die Welt und förderte ihn, er ließ aber keine Liebesbeziehung zu. Watson seinerseits verliebte sich in Berlin in den US-Amerikaner Denham Fouts, der Teil der Berliner Halbwelt seiner Zeit war. Fouts war drogensüchtig, verschwenderisch und stets von wohlhabenden Liebhabern umgeben (später sollte Truman Capote zu ihnen zählen). 1938 kaufte Watson für sich und Fouts eine Wohnung in Paris.
Als die Deutschen 1940 Paris besetzten, ging Peter Watson nach England und hinterließ seine Pariser Bilder einem rumänischen Kunstkritiker namens Sherban Sidery, aus dessen Hand sie an die Nazis gelangten. Watson selbst engagierte sich in London in den kommenden Jahren für die Literatur- und Kunstzeitschrift Horizon, die er gemeinsam mit Cyril Connolly und anfangs auch mit Stephen Spender herausgab. Connolly bestritt den literarischen Teil, Watson war für Kunstbeiträge und kunstbezogene Artikel verantwortlich. Zudem finanzierte er das Projekt.
Nach Kriegsende unterstützte er die Gründung des Institute of Contemporary Arts (ICA). Sein Interesse für das ICA war einer der Gründe, warum er 1950 Horizon aufgab. Als Kurator der ICA initiierte er Ausstellungen von Francis Bacon, Wifredo Lam und Roberto Matta. Er reiste weiter viel, wenn auch wegen der Devisenbeschränkungen im Vereinigten Königreich weniger luxuriös als vor dem Krieg. Er unterhielt wechselnde Beziehungen, darunter mit den Amerikanern Waldemar Hansen und Norman Fowler. Sein Verhältnis zur Kunst der Nachkriegsepoche kühlte ab, er lehnte Abstraktion und Expressionismus ab, wurde melancholisch und zog sich immer mehr aus dem Gesellschaftsleben zurück.
Am 3. Mai 1956 alarmierte sein Lebenspartner Fowler die Londoner Polizei, Watson habe sich im Badezimmer eingesperrt und reagiere nicht auf Rufen. Als die Polizei die Tür öffnete, fand man Watson tot auf. Die Obduktion ergab Tod durch Ertrinken, ohne Hinweis auf Suizid oder ein Tötungsdelikt. Da Fowler und Watson kurz zuvor heftig gestritten hatten und Fowler kräftig genug gewesen wäre, die Badezimmertür auch ohne Polizeihilfe zu öffnen, hielten sich Gerüchte, er habe Watson umgebracht. Fowler erbte Watsons Vermögen, verkaufte zügig alle Kunstwerke und Bücher und zog in die Karibik, wo er 1968 – ebenfalls im Bad durch Ertrinken – starb.